# 石田小白
石田小白（英語：Shiro Ishida，1980年2月15日—），本名王榮祥，台灣魔術師。
早期在百貨公司表演魔術，其後網路魔術影片出道，出版多套中文魔術教學片，擔任多名藝人、MV與節目魔術設計顧問，擅長各類商業結合創意魔術表演，以及近景演出。。
常結合科技創意與魔術巧思，多為魔術節目、品牌公司與政府機關客製化發表會與舞台魔術演出。
表演足跡除台灣外，也受邀於馬來西亞、新加坡、日、澳洲、香港等海外各國進行魔術展演，2012年於中國上海、合肥、成都、西安、中山、武漢、香港、深圳與布里斯本、沖繩等城市連續完成售票魔術講座。
2013年春節期間回饋之旅環島全台火車站巡迴演出，並與觀光局合作於香港旅展變出地標行銷高雄。
2014年開始其魔術專場展開售票公演，也在國際清水魔術節、808國際魔術大會、國際魔術家學會(IBM360)等中擔任專業評審與表演嘉賓。

## 魔術作品
- 2001《紙牌幻想》
- 2003《生活魔術30x》
- 2004《回憶、夢想與永恆》
- 2006《超現象衝擊》
- 2006《紙牌達人》
- 2008《EVOLUTION 進化》
- 2010《Mind Shock》
- 2012《PROJECT 全創作概念大碟》
- 2013《PROJECT 國際版》[7]（英文）
- 2014《EVOLUTION Ver.2 再進化》

## 電視、媒體
- 林俊傑 MV魔術效果設計
- 林凡 專輯發表會魔術效果設計
- 台視-熱線追蹤
- 中視-綜藝大哥大
- 中視-達人總動員
- 中天電視-小明星大跟班
- 三立電視-綜藝大熱門
- 華視-POWER星期天
- 東森電視-魔力型男M5
- 東森電視-魔法小學堂
- 衛視中文台-歡樂智多星
- 海峽衛視 專題特輯
- 東風衛視 專題
- 非凡電視 專訪
- 湖南衛視 特別節目
- 蘋果日報 專訪
- 聯合報 專欄報導
- 男人幫 專欄報導
- 世界周報 專欄報導
- 自由時報 專欄報導
- iAPP潮流雜誌 魔術專欄

## 評審資歷
- 台灣高中魔術大賽總評委
- 國際清水魔術節大賽評委
- 北區11高校聯合魔術大賽總評委
- 台灣魔術研討會大賽總評委
- 808國際魔術大會評委
- 馬來西亞AMW魔術大賽評委
- YMC魔術大會評委
- Magic Carnival 大專魔術大賽評委
- 著魔最強大學生魔術大賽評委
- 台灣網路魔術大賽總評委